# LKAB

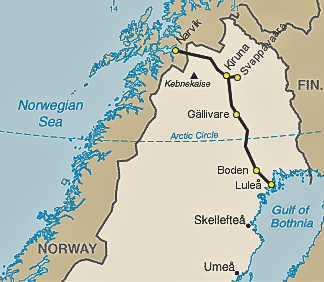
Железнодорожный маршрут, по которому продукция компании доставляется в порты.

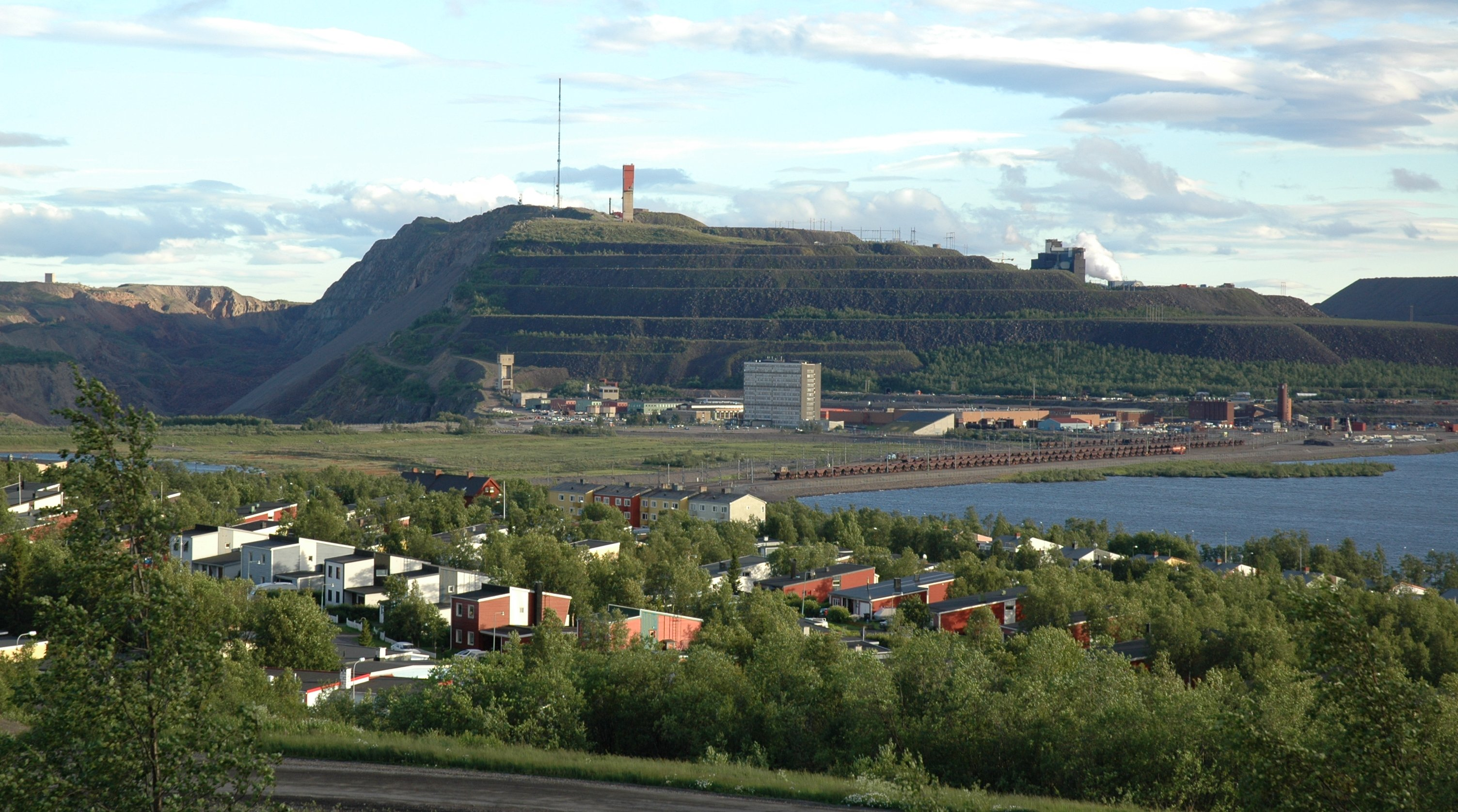
Гора Кирунавара возле города Кируна содержит большие запасы железной руды, которые разрабатываются компанией LKAB с начала XX века.

LKAB (швед. LKAB, сокр. от Luossavaara-Kiirunavaara Aktiebolag, рус. Акционерное общество Луосавары и Кирунавары) — шведская горнодобывающая компания. Занимается добычей железной руды на севере Швеции, у городов Кируна и Мальмбергет (швед.).
Компания основана в 1890 году. С 1950-х годов является собственностью государства. Из добытой руды производятся окатыши. Продукция компании железнодорожным транспортом переправляется в порты городов Нарвик и Лулео, откуда транспортируется на заводы Европы. Продукция компании в значительно меньшем количестве экспортируется также в Азию, Северную Африку и США.
Железная руда месторождения — магнетит.